# St. Katharina (Forst, Gerhardshofen)

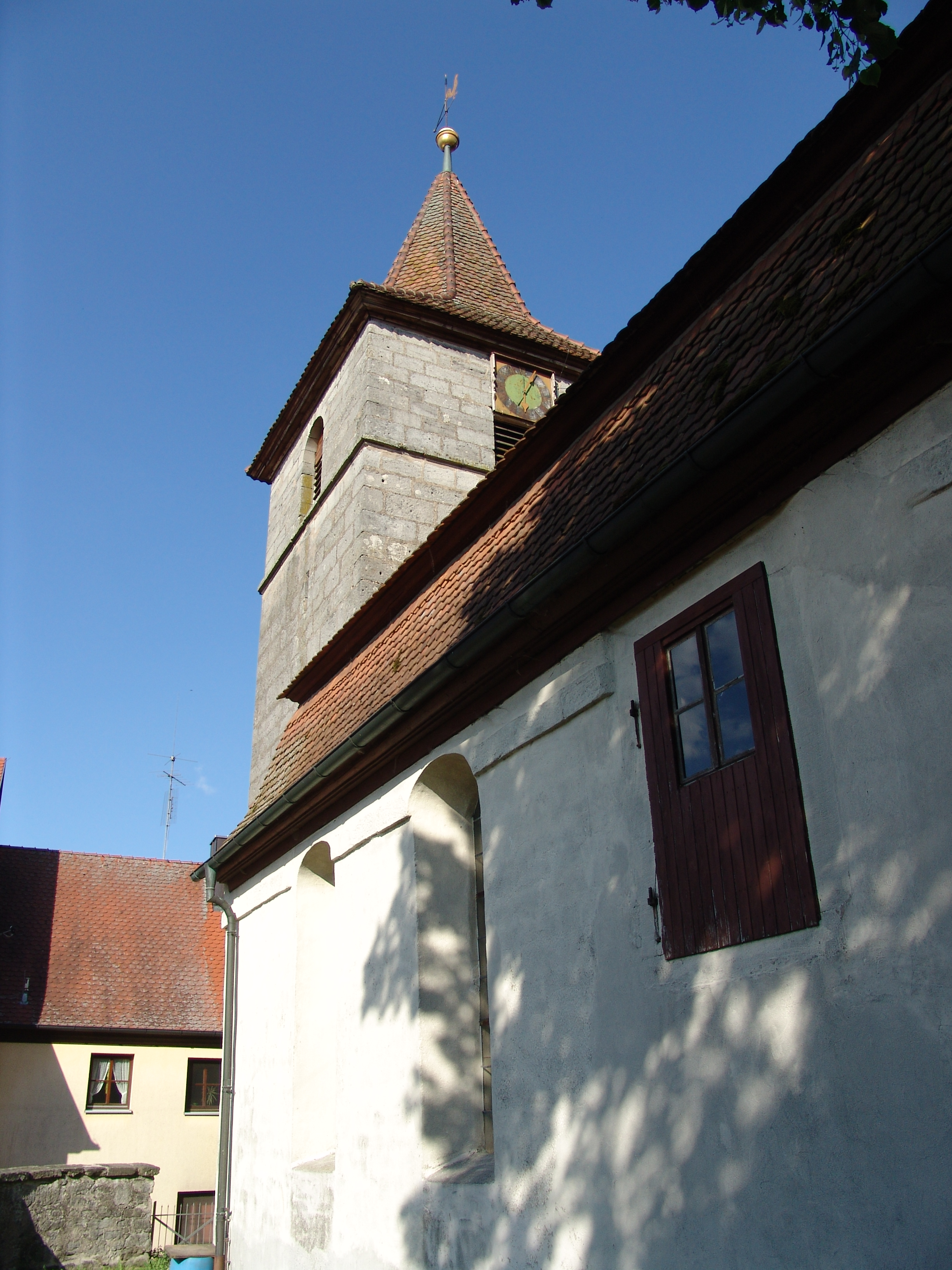
St. Katharina (Forst, Gerhardshofen)

Die evangelische, denkmalgeschützte Filialkirche St. Katharina in Forst, einem Gemeindeteil der Gemeinde Gerhardshofen im Landkreis Neustadt an der Aisch-Bad Windsheim (Mittelfranken, Bayern) ist unter der Denkmalnummer D-5-75-125-9 als Baudenkmal in der Bayerischen Denkmalliste eingetragen. Die Filialkirche gehört zur Pfarrei Gerhardshofen des Evangelisch-Lutherischen Dekanats Neustadt an der Aisch im Kirchenkreis Nürnberg der Evangelisch-Lutherischen Kirche in Bayern.

## Beschreibung
Die Saalkirche stammt im Kern aus der zweiten Hälfte des 14. Jahrhunderts. Ihr heutiges Aussehen erhielt sie 1634. Sie besteht aus einem verputzten Langhaus, das mit einem Walmdach bedeckt ist, mit Dachgauben auf der Südostseite. An der Nordostseite des Langhauses befindet sich der Chorturm aus Quadermauerwerk, der mit einem Helm bedeckt ist. Sein oberstes Geschoss, das die Turmuhr und den Glockenstuhl trägt, und den achtseitigen, spitzen Helm erhielt er 1827/28. An den Chorturm wurde nach Südosten die Sakristei aus Holzfachwerk angebaut. Der Innenraum des Chors, d. h. das Erdgeschoss des Chorturms, ist mit einem Kreuzrippengewölbe überspannt. Das Langhaus mit doppelgeschossigen Emporen trägt eine Spunddecke.